# Liste des partis politiques en Macédoine du Nord
La Macédoine du Nord est passée en 1990 d'un régime socialiste avec parti unique à un système démocratique multipartite, et les élections législatives qui se sont tenues la même année ont encouragé la formation d'une multitude de partis. La scène politique macédonienne est fortement marquée par l'opposition gauche-droite et elle a conservé une forte opposition ethnique entre les Macédoniens ethniques et la minorité albanaise, qui représente environ un quart de la population du pays.  Ainsi, les Macédoniens ethniques choisissent le parti qui formera la majorité parlementaire et gouvernementale, tandis que les Albanais choisissent un parti les représentant, ce parti s'alliant alors avec la majorité. Les autres minorités comme les Turcs et les Roms possèdent elles aussi leurs partis politiques, mais à cause de la petite taille de ces minorités, ces partis n'ont pas de poids véritable.

## Législation
Les partis politiques macédoniens sont soumis à une loi spécifique. Celle-ci autorise les partis politiques formés pour participer aux élections locales et léglisatives et pour défendre les opinions politiques, économiques, sociales et culturelles de ses membres. Seuls les citoyens macédoniens peuvent être membres de partis politiques. Les partis qui encouragent ou défendent la destruction de l'ordre constitutionnel, qui encouragent la guerre ou qui exhortent la haîne et l'intolérance raciale ou religieuse sont interdits. Le fonctionnement des partis doit être public.
Un parti peut être fondé par au moins 500 citoyens macédoniens adultes résidant en Macédoine du Nord. Chaque membre peut quitter le parti librement. Lors de sa fondation, un parti doit établir clairement son organisation ainsi que ses idées, élire ses dirigeants, choisir son siège et son nom. C'est le tribunal de Skopje qui se charge de l'enregistrement des partis politiques.

## Partis représentés à l'Assemblée
À la suite des élections législatives de 2011, l'Assemblée de Macédoine du Nord compte les partis suivants :
| Nom | Nom local                                                                                                | Abr.       | Chef            | Sièges | Affiliation ethnique | Création |
| --- | --- | ---------- | --------------- | ------ | -------------------- | -------- |
| Organisation révolutionnaire macédonienne intérieure - Parti démocratique pour l'Unité nationale macédonienne | Внатрешно Македонска Револуционерна Организација - Демократска Партија за Македонско Национално Единство | VMRO-DPMNE | Nikola Gruevski | 56     | Macédonien           | 1990     |
| Union sociale-démocrate de Macédoine                                                                          | Социјалдемократски Сојуз на Македонија                                                                   | SDSM       | Zoran Zaev      | 25     | Macédonien           | 1991     |
| Union démocratique pour l'intégration                                                                         | Bashkimi Demokratik për Integrim Демократска унија за интеграција                                        | BDI DUI    | Ali Ahmeti      | 15     | Albanais             | 2002     |
| Parti démocratique des Albanais                                                                               | Partia Demokratike Shqiptar Демократска партија на Албанците                                             | PDSH DPA   | Menduh Thaçi    | 8      | Albanais             | 1997     |
| Renouveau national démocratique                                                                               | Rilindja Demokratike Kombëtare Национална Демократска Преродба                                           | RDK NDK    | Rufi Osmani     | 2      | Albanais             | 2011     |

## Autres partis notables
- Parti libéral-démocrate (LDP)
- Parti libéral de Macédoine (LPM)
- Organisation révolutionnaire macédonienne intérieure - Parti populaire (VMRO-NP)
- Nouveau Parti social-démocrate (NSDP)
- Renouveau démocratique de Macédoine (DOM)
- Parti socialiste de Macédoine (SPM)
- Union démocratique (DS)
- Nouvelle Démocratie (DR)
- Parti démocratique des Turcs (TDP)
- Parti démocratique des Serbes en Macédoine (DPSM)